# Yevgueni Lopatin
Yevgeni Ivanovich Lopatin (en ruso: Аркадий Никитич Воробьёв; Balashov, 26 de diciembre de 1917-21 de julio de 2011) fue un haltera soviético y ruso. Compitió en los Juegos Olímpicos de 1952 donde ganó una plata en la categoría de menos de 60 kilos.

## Biografía
Lopatin nació en Balashov hijo de un cerrajero y a un profesor de ruso. Su padre y su hermana pequeña murieron de cólera cuando tenía tres años, y el resto de la familia sufrió desnutrición durante la Guerra Civil. Se trasladaron a Saratov, donde en 1937 Lopatin comenzó a levantar pesas deseando ser más fuerte y saludable. Ese mismo año se casó con una compañera de clase, Lidiya, y tuvieron a un hijo, Sergei, nacido el 19 de marzo de 1939.
El éxito de Lopatin en las competiciones nacionales y locales de halterofilia se interrumpió a cauda de la Segunda Guerra Mundial. Él, junto a su familia, fueron a vivir a Leningrado. Su segundo hijo nació en 1942, pero murió de malnutrición. La familia fue evacuada en 1942, primero Lopatin, y después su mujer e hija. Posteriormente, Lopatin fue alistado al Ejército Soviético y fue herido en la Batalla de Stalingrado por lo que durante muchos meses no pudo usar su mano izquierda. Así que pasó el resto de la guerra como entrenador en una escuela militar.
Después de la guerra, Lopatin volvió a la halterofilia consiguiendo los títulos soviéticos en 1947, 1948 y 1950, finalista en 1945, 1946 y 1949 y tercero en 1951. Se colgó la medalla de plata en el Campeonato Europeo de Halterofilia de 1947 y oro en la edición de 1950. Ese año se colgó la plata en el Campeonato Mundial de Halterofilia de 1950. A medida que crecía la competencia en el campo de peso pluma, Lopatin cambió a la división de peso ligero y una vez más se convirtió en el campeón soviético antes de su presencia en los Juegos Olímpicos de Verano de 1952, donde después de colgarse la plata, anunció su retirada. Después de esto, trabajó como entrenador en el Estadio Dinamo de Moscú de 1949 a 1998. Murió el 21 de julio de 2011.

## Palmarés internacional
| Juegos Olímpicos   | Juegos Olímpicos     | Juegos Olímpicos | Juegos Olímpicos |
| Año                | Lugar                | Medalla          | Categoría        |
| ------------------ | -------------------- | ---------------- | ---------------- |
| 1952               | Helsinki (Finlandia) | Medalla de plata | -67.5 kg         |
| Campeonato Mundial |                      |                  |                  |
| Año                | Lugar                | Medalla          | Categoría        |
| 1950               | París (Francia)      | Medalla de plata | -60 kg           |
| Campeonato Europeo |                      |                  |                  |
| Año                | Lugar                | Medalla          | Categoría        |
| 1947               | Helsinki (Finlandia) | Medalla de plata | -60 kg           |
| 1950               | París (Francia)      | Medalla de oro   | -60 kg           |
| 1952               | Helsinki (Finlandia) | Medalla de oro   | -67.5 kg         |